# Ligne 2 du tramway d'Avignon
 (mars 2018).
La ligne T2 est un projet en réflexion de tramway du réseau Orizo. Initialement prévus courant 2021, les travaux de construction de la ligne T2 ont été repoussés de deux ans, afin de limiter l'impact de ceux-ci sur les commerçants, déjà très affaiblis par l'épidémie de Covid-19 en 2020. Le projet de deuxième ligne est encore en réflexion et les autorités du Grand Avignon réfléchissent encore sur la pertinence de son tracé.
Initialement, dans le projet de 2013, il était prévu de relier l'ile Piot à l'Ouest, de faire le tour des remparts au sud pour remonter vers Avignon Université et son campus Hannah Arendt. Mais devant le coût exorbitant d'un tel projet pour un tracé aussi peu fonctionnel il a été proposé en 2018 de relier l'ile piot à l'Hopital Henri Duffaut (toujours en réflexion) et faire un autre tronçon vers le Nord notamment vers la gare du Pontet,.

## Histoire

### Travaux
| Calendrier Prévisionnel de la Construction de la Ligne 2 | Calendrier Prévisionnel de la Construction de la Ligne 2 | Calendrier Prévisionnel de la Construction de la Ligne 2 | Calendrier Prévisionnel de la Construction de la Ligne 2 |
| Démarrage des Travaux                                    | Mise en Service                                          | Terminus 1                                               | Terminus 2                                               |
| -------------------------------------------------------- | -------------------------------------------------------- | -------------------------------------------------------- | -------------------------------------------------------- |
| 2025                                                     | 2030                                                     | P+R Île-Piot                                             | Saint Lazare - Université                                |
| Horizon 2035                                             | Horizon 2035                                             | P+R Île-Piot                                             | Le Pontet Gare (T2a) Réalpanier (T2b)                    |

#### Études
Les premières études de la ligne ont débuté en Novembre 2019, après la mise en service de la ligne T1.
Il n'y a pas à ce jour (2023) de calendrier communiqué mais la ligne devrait à priori être construite de la même façon que la ligne T1 à savoir :

#### 1rephase
Après les études et concertations publiques, la première phase des travaux inclura les rénovations et déviations de réseaux souterrains devant être déplacés de l'emprise du tramway.

#### 2dephase
La seconde phase inclura la construction des voies, des lignes aériennes et des aménagements urbains.

#### 3ephase
La dernière phase de construction consiste à essayer le matériel roulant, avant la mise en service de la nouvelle ligne.

### Mise en service
Initialement prévue pour 2023, la mise en service a été repoussée pour 2025. Mais en septembre 2023 aucun des travaux ne sont encore réalisés.
Elle empruntera des axes de circulation très importants tels que le pont Édouard Daladier et les boulevards de l'Oulle, Saint-Dominique, Saint-Roch, Saint-Michel et Limbert. Elle passera à proximité du monument à la République construit pour le centenaire de la réunion du Comtat et d'Avignon à la France. Ce monument qui se trouvait auparavant sur la place de l'horloge et qui fut installé sur cet échangeur dans les années 70 devrait être désenclavé et valorisé grâce à la diminution des voies de voiture réservée au futur T2.

## La ligne
Elle comptera 7 stations et sera en correspondance avec la ligne T1 à la station République - Gare Centre et la ligne C2 du Chron'hop aux stations République - Gare Centre, Magnanen, Thiers - Préfecture et Saint-Lazare - Université Arendt.
| Ligne | Caractéristiques | Caractéristiques                        | Caractéristiques                        | Caractéristiques                        | Caractéristiques                        | Caractéristiques                              | Caractéristiques                         | Caractéristiques                        | Caractéristiques                        |
| T2    | Ligne T2 | Ligne T2                                | Ligne T2                                | Ligne T2                                | Ligne T2                                | Ligne T2                                      | Ligne T2                                 | Ligne T2                                | Ligne T2                                |
| T2    | Piot ⥋ Saint-Lazare - Université Arendt | Piot ⥋ Saint-Lazare - Université Arendt | Piot ⥋ Saint-Lazare - Université Arendt | Piot ⥋ Saint-Lazare - Université Arendt | Piot ⥋ Saint-Lazare - Université Arendt | Piot ⥋ Saint-Lazare - Université Arendt       | Piot ⥋ Saint-Lazare - Université Arendt  | Piot ⥋ Saint-Lazare - Université Arendt | Piot ⥋ Saint-Lazare - Université Arendt |
| ----- | --- | --------------------------------------- | --------------------------------------- | --------------------------------------- | --------------------------------------- | --------------------------------------------- | ---------------------------------------- | --------------------------------------- | --------------------------------------- |
| T2    | Ouverture / Fermeture 2025 / — | Longueur 3,200 km                       | Durée 9 min                             | Nb. d’arrêts 7                          | Matériel Alstom Citadis Compact         | Jours de fonctionnement L, Ma, Me, J, V, S, D | Jour / Soir / Nuit / Fêtes O / O / O / O | Voy. / an —                             | CDEM Saint-Chamand                      |
| T2    | Desserte : Avignon |                                         |                                         |                                         |                                         |                                               |                                          |                                         |                                         |
| T2    | Autre : Fréquence de 6.30 minutes entre chaque rame. Correspondance avec les lignes T1 et C2. Desserte des Parcs-Relais Piot et Les Italiens. |                                         |                                         |                                         |                                         |                                               |                                          |                                         |                                         |
| T2    | Dernière actualisation : — |                                         |                                         |                                         |                                         |                                               |                                          |                                         |                                         |

### Tracé
Les tableaux suivants présentent une estimation du tracé et des stations. Aucun communiqué officiel évoque le nom des futures stations, il s'agit d'une estimation en confondant le plan du réseau actuel et les noms des arrêts de bus avec les réflexions sur le projet.
| Liste des Stations de la Ligne T2 | Liste des Stations de la Ligne T2 | Liste des Stations de la Ligne T2 | Liste des Stations de la Ligne T2 | Liste des Stations de la Ligne T2 | Liste des Stations de la Ligne T2           |
|                                   |                                   |                                   | Station                           | Lieu                              | Correspondance(s)                           |
| --------------------------------- | --------------------------------- | --------------------------------- | --------------------------------- | --------------------------------- | ------------------------------------------- |
|                                   | ■                                 |                                   | Piot                              | Pont Édouard Daladier, Avignon    | 20 NP                                       |
|                                   | •                                 |                                   | Allées de l'Oulle                 | Boulevard de l'Oulle, Avignon     | 8 16 18 20 NP CZen-Rep                      |
|                                   | •                                 |                                   | Saint-Roch Université des Métiers | Boulevard Saint-Roch, Avignon     | T1                                          |
|                                   | •                                 |                                   | Gare Centre République            | Boulevard Saint-Roch, Avignon     | T1 C2 4 5 9 11 CZen-Rep lio150,lio151,Zou59 |
|                                   | •                                 |                                   | Magnanen                          | Boulevard Saint-Michel, Avignon   | C2 4 5 9 11                                 |
|                                   | •                                 |                                   | Thiers Préfecture                 | Boulevard Limbert, Avignon        | C2 C3 8 9 11                                |
|                                   | ■                                 |                                   | Saint-Lazare Université Arendt    | Boulevard Limbert, Avignon        | C3 C2 CZen-It                               |

### Desserte
| Lieux desservis par les Stations de la Ligne T2 | Lieux desservis par les Stations de la Ligne T2 | Lieux desservis par les Stations de la Ligne T2 | Lieux desservis par les Stations de la Ligne T2 | Lieux desservis par les Stations de la Ligne T2                                     |
|                                                 |                                                 |                                                 | Station                                         | Lieu                                                                                |
| ----------------------------------------------- | ----------------------------------------------- | ----------------------------------------------- | ----------------------------------------------- | ----------------------------------------------------------------------------------- |
|                                                 | ■                                               |                                                 | Piot                                            | Parc-Relais Piot                                                                    |
|                                                 | •                                               |                                                 | Allées de l'Oulle                               | Pont Saint-Bénézet                                                                  |
|                                                 | •                                               |                                                 | Saint-Roch Université des Métiers               | Université des Métiers Hôtel de Police Nationale                                    |
|                                                 | •                                               |                                                 | Gare Centre République                          | Gare d'Avignon Centre Gare Routière Internationale Cité Administrative Agence Orizo |
|                                                 | •                                               |                                                 | Magnanen                                        | Porte Magnanen                                                                      |
|                                                 | •                                               |                                                 | Thiers Préfecture                               | Préfecture de Vaucluse                                                              |
|                                                 | ■                                               |                                                 | Saint-Lazare Université Arendt                  | Campus Arendt d'Avignon Université Parc-Relais Les Italiens                         |

## Projets

### Projets en cours
Dans le dernier conseil communautaire de 2022, le Grand Avignon annonce un report de la phase 2 (la ligne 2) pour lancer des études sur des tracés plus fonctionnels (desservir le sud avec l'Hôpital Duffaut et les quartiers populaires en restructuration) et analyser le trafic automobile et les bus en site semi-propre dans les différents secteurs de l'agglomération.

### Prolongement jusqu'au Pontet Gare
À long terme, la ligne devrait être prolongée jusqu'à la Gare du Pontet, en incluant la réouverture aux voyageurs ainsi que l'implantation d'un nouveau parc-relais. L'est de la ligne T2 sera alors divisé en deux branches permettant de mieux desservir la ville du Pontet, une vers la Gare du Pontet (T2a) et une autre vers la Zone Commerciale de Réalpanier (T2b).

### Prolongement jusqu'à Réalpanier
En coordination avec l'extension jusqu'à la Gare du Pontet, la ligne T2 doit être prolongée jusqu'à la Zone Commerciale de Réalpanier en incluant l'implantation d'un nouveau parc-relais, voir d'un second Centre de Maintenance et d'Exploitation du Tramway. L'est de la ligne sera séparé avec deux nouveaux terminus à l'est : Réalpanier (T2b) et Le Pontet Gare (T2a).

## Exploitation

### Matériel roulant
Le 9 mars 2017, Jean-Marc Roubaud, président du Grand Avignon, signe un contrat avec Alstom pour un montant total de 25 millions d'euros.
Il prévoit la production pour 2025, de 4 rames Alstom Citadis Compact de 24 mètres de long pouvant être agrandies directement au Centre de Maintenance d'Avignon. Elles complètent les 14 rames, de la même gamme, de la ligne T1.
Les rames de couleur blanche seront construites à l'usine Alstom de La Rochelle et seront livrées directement au Centre de Maintenance d'Avignon.

### Ateliers
Les rames de la ligne seront entretenues au Centre d'Exploitation et de Maintenance de Saint-Chamand à Avignon. Il est relié à la ligne T1 au niveau de la station Saint-Chamand - Plaine des Sports.